# 巴特尔斯哈根
巴尔特附近第二巴特尔斯哈根，通称巴特尔斯哈根，是德国梅克伦堡-前波莫瑞州的一个市镇。总面积14.49平方公里，总人口410人，其中男性209人，女性201人（2011年12月31日），人口密度28人/平方公里。